# لامبورغيني ميورا
لامبورغيني ميورا (بالإنجليزية: Lamborghini Miura) هي سيارة رياضية أنتجتها شركة لامبورغيني بين عامي 1966 و 1973. وكانت السيارة أول سيارة خارقة ذات تصميم خلفي بمحرك وسطي بمقعدين، على الرغم من أن هذا المفهوم شوهد لأول مرة مع سيارة ماترا دجيت من ابتكار المهندس الفرنسي رينيه بونيت، التي تم تقديمها في عام 1964. ومنذ ذلك الحين أصبح هذا التصميم معيارًا للرياضات عالية الأداء والسيارات الخارقة. عندما تم إطلاق لامبورغيني ميورا، كانت أسرع سيارة مسموح بقيادتها على الطرق.
1. ↑  وصلة مرجع: https://www.largus.fr/actualite-automobile/marcello-gandini-1938-2024-l-heritage-d-une-legende-du-design-automobile-30032698.html.